# Sandro Szugładze
Sandro Dawidowicz Szugładze, ukr. Сандро Давідовіч Шугладзе (ur. 24 października 1990 w Terdżole, Gruzińska SRR) – ukraiński piłkarz, grający na pozycji pomocnika lub napastnika.

## Kariera piłkarska

### Kariera klubowa
Wychowanek SDJuSzOR-5 Sewastopol, barwy którego bronił w juniorskich mistrzostwach Ukrainy (DJuFL). 12 maja 2007 rozpoczął karierę piłkarską w składzie PFK Sewastopol. Podczas przerwy zimowej sezonu 2010/11 wyjechał do Mołdawii, gdzie został piłkarzem pierwszoligowego zespołu Iscra-Stali Rybnica.

## Sukcesy

### Sukcesy klubowe
- zdobywca Pucharu Mołdawii: 2011
- finalista Superpucharu Mołdawii: 2011